# Károli János
Károli János (Karl) (Cservenka, 1842. június 13. – Budapest, 1882. január 25.) magyar ichthiológus, herpetológus, gimnáziumi tanár, muzeológus, sebészorvos. Botanikai szakmunkákban nevének rövidítése: „Karl”.

## Élete
Cservenkán született, ahol apja, Karl Lajos földbirtokos volt. Gimnáziumi tanulmányait Pozsonyban folytatta, majd a bécsi egyetem természettudományi karán tanult. Itt alakult ki különleges érdeklődése az ichthiológia iránt. 1870-től a Magyar Nemzeti Múzeum természetrajzi osztályának segédőreként, s egyúttal a budapesti ágostai hitvallású evangélikus főgimnázium rendes tanáraként dolgozott.
A budapesti tudományegyetemen az ichthiológia és herpetológia magántanára volt, s előadásokat tartott. A Magyar Természettudományi Múzeum állattárának halgyűjteményében, megtalálhatók gyűjtései. Az életrajzi források szerint sorvadásos betegsége vitte el és emiatt nem érhette meg a negyvenedik évét sem.

## Művei
- Jelentés az 1871-iki kirándulás alkalmával Trieszt és Fiume környékén tett állattani gyűjtésemről, Budapest, 1873. (Magyar Tudományos Akadémia Értesítője).
- A rovarok tanulmányozására szolgáló munkák. In: Természettudományi Közlöny, 1873.
- A karcsú ollós rák ágas ollóval. (Astacus leptodactylus Esch.) In: Természetrajzi füzetek, 1877. (1. évf.) 1. sz. 28-29, 53-54, +1 tábla. old.
- A magyar halfauna egy új faja. In: Természetrajzi füzetek, 1877. (1. évf.) 1. sz. 16, 51. old.
- Magyarország kígyóinak átnézete. In: Természetrajzi füzetek, 1879. (3. évf.) 2-3. sz. 96-112, 185, +2 tábla. old.
- A Duna halóriásai In: Természetrajzi füzetek, 1877. (1. évf.) 1. sz. 12-16, 51. old. és folyt. 2. sz. 77-81, 119-126. old.
- A madártani kiállítás sorrendje. Budapest, 1877. 30 lap
- Magyarország Amphibiái. In: Természetrajzi füzetek, 1878. (2. évf.) 1. sz. 3-9, 59-60. old.
- Magyarország Amphibiái. II. rend: Farkatlanok (Amphibia ecaudata) In: Természetrajzi füzetek, 1878. (2. évf.) 2-3. sz. 94-110, 176-178. old.
- Kalauz a magyar Nemzeti Múzeum természetrajzi osztályához. Budapest, 1879. (Károli János néven).
- Magyar földrajz és természetrajz (A természetrajzi részt ő írta, a földrajzit Scholz Albert dolgozta ki, 1-3 kötet, Budapest, 1880-81.
- Umbra canina [Marsili]. Póczhal. Bobály. (Ribahal). In: Természetrajzi füzetek, 1881. (5. évf.) 2-4. sz. 188-191, 274-275. old.
- Előleges jelentés a Xantus János úr által az 1868-70. években Kelet-ázsiában gyűjtött halakról In: Természetrajzi füzetek, 1881. (5. évf.) 2-4. sz. 147-187. old.
- Prodromus piscium Asiae orientalis a Domine Joanne Xantus annis 1868-70. collectorum In: Természetrajzi Füzetek, 1882.